# Tiszadada
Tiszadada är en ort i Ungern.   Den ligger i provinsen Szabolcs-Szatmár-Bereg, i den nordöstra delen av landet, 170 km öster om huvudstaden Budapest. Tiszadada ligger 95 meter över havet och antalet invånare är 2 505.
Terrängen runt Tiszadada är mycket platt. Runt Tiszadada är det ganska tätbefolkat, med 100 invånare per kvadratkilometer. Närmaste större samhälle är Tiszavasvári, 10,5 km sydost om Tiszadada. Trakten runt Tiszadada består till största delen av jordbruksmark.